# Paratarsotomus
Паратарзотомус (Paratarsotomus) — рід кліщів родини Anystidae, підродини Erythracarinae.

## Класифікація
Рід Paratarsotomus об'єднує п'ять видів:
- Paratarsotomus behningii (Thor, 1912)
- Paratarsotomus callunae (Oudemans, 1936)
- Paratarsotomus macropalpis (Banks, 1916)
- Paratarsotomus sabulosus (Berlese, 1885)
- Paratarsotomus scutellatus N. N. Kuznetsov, 1983

Всі вище перелічені види до 1999 року відносили до роду Tarsotomus.

## Поширення
Види цього роду поширені у материковій Італії, Німеччині, Австрії, Нідерландах, Швеції, Азорських островах, південній Росії та Україні.
В Україні на території Київської, Миколаївської та Херсонської областей поширений P. sabulosus. Він зустрічається на поверхні ґрунту та злаковій рослинності в місцях, де є оголена глиниста чи піщана поверхня з розрідженою дерниною, а також на гранітних відшаруваннях з бідною трав'янистою рослинністю.

## Цікаві факти
- Paratarsotomus macropalpis — найшвидша тварина на землі. Його довжина становить 0,7 мм, а швидкість 322 довжини власного тіла в секунду. Для приміру, гепард здатний розганятися до 16 довжин власного тіла в секунду.